# Programa nuclear de Arabia Saudita

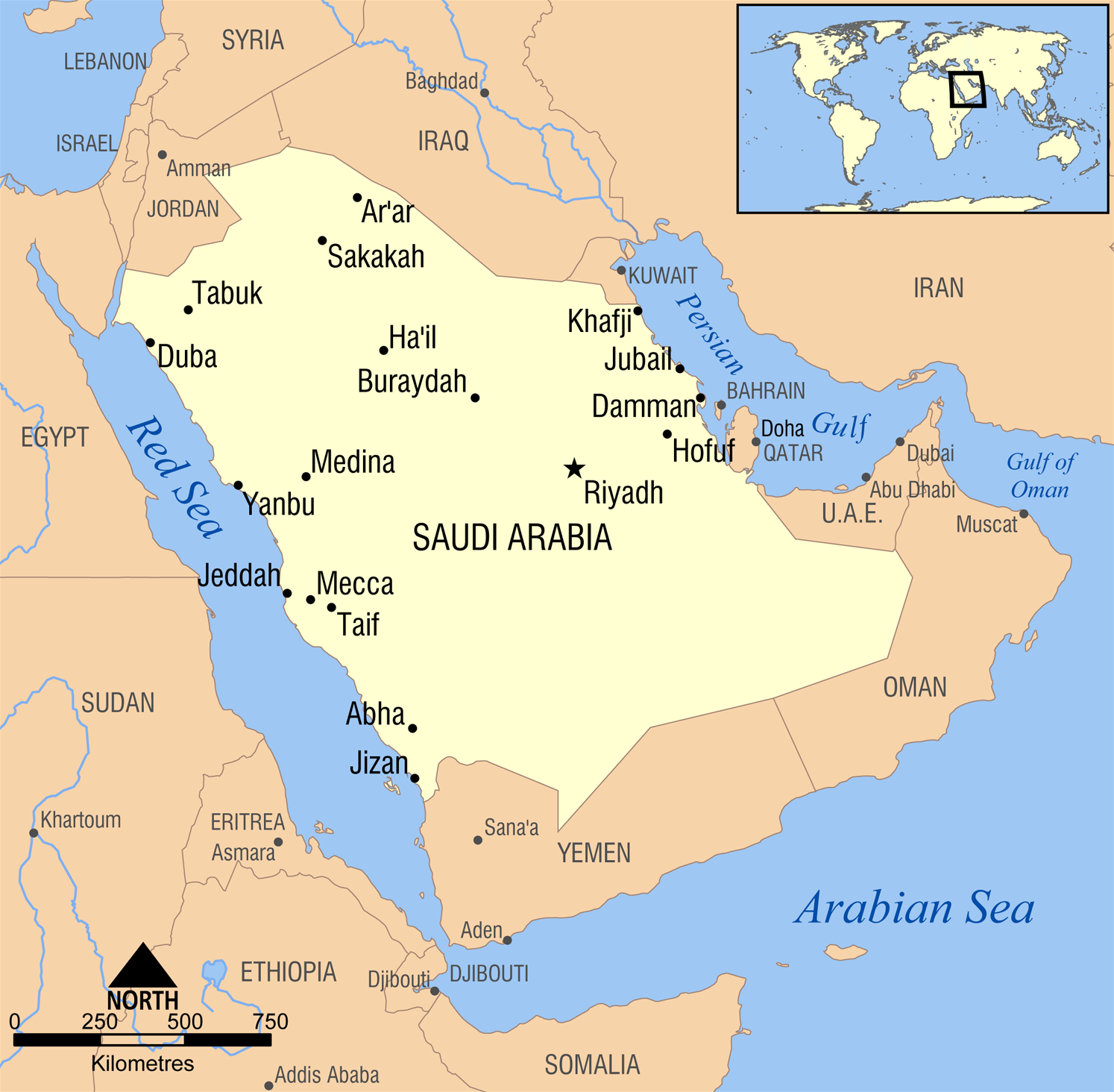

Arabia Saudita no tiene un programa de armas nucleares. Desde un punto de vista público y oficial, Arabia Saudita se ha opuesto a las armas nucleares en el Medio Oriente, después de haber firmado el Tratado sobre la No Proliferación de Armas Nucleares, y es miembro de la coalición de países que exigen una zona libre de armas nucleares en el Medio Oriente. Los estudios de proliferación nuclear no han identificado a Arabia Saudita como un país de preocupación.
Sin embargo, a lo largo de los años ha habido informes de los medios sobre la intención de Arabia Saudita de comprar un arma nuclear de una fuente externa. En 2003, un documento de estrategia filtrado expuso tres posibles opciones para el gobierno saudita: adquirir un elemento disuasorio nuclear, aliarse y protegerse por una nación nuclear existente, o tratar de llegar a un acuerdo para tener un Medio Oriente libre de armas nucleares. Funcionarios de la ONU y especialistas en armas han sugerido que esta revisión fue provocada por un distanciamiento de las relaciones con Estados Unidos, las preocupaciones sobre el programa nuclear de Irán y la falta de presión internacional sobre Israel para que abandone sus armas nucleares.

## Acuerdo nuclear con Estados Unidos
En mayo de 2008, Estados Unidos y Arabia Saudita firmaron un memorando de entendimiento, como parte del antiguo programa Atoms for Peace de Estados Unidos, para impulsar los esfuerzos de Arabia Saudita por un programa nuclear civil. Este programa no incluía apoyo para el desarrollo de armas nucleares.

## Participación de Pakistán
Históricamente, Pakistán y Arabia Saudita han tenido una relación cordial. Los científicos e historiadores políticos paquistaníes han señalado que el interés de Arabia Saudita en la tecnología nuclear comenzó en la década de 1970, después de que el primer ministro Zulfikar Ali Bhutto convocara a una reunión de los principales físicos teóricos de Pakistán (que se unieron a la Universidad Rey Fahd de Petróleo y Minerales) con el gobierno real saudita durante una visita de la familia real saudita a Pakistán en 1974, como parte de la segunda conferencia de la OIC en Lahore. En esta reunión, Bhutto señaló los avances realizados en los programas nucleares israelíes e indios, que tomó como intentos de intimidar al mundo musulmán.  
Se cree ampliamente que Arabia Saudita ha sido un importante financiador del propio proyecto integrado de bombas atómicas de Pakistán desde 1974, un programa fundado por el ex primer ministro Zulfikar Ali Bhutto. En la década de 1980, el Administrador en Jefe de la Ley Marcial y el Presidente General Zia-ul-Haq hicieron una visita de estado a Arabia Saudita, donde extraoficialmente le dijo al Rey que: "Nuestros logros son suyos".  Esta cooperación fue supuestamente promovida por el primer ministro socialista Benazir Bhutto en 1995. En 1998, el primer ministro conservador Nawaz Sharif informó a Arabia Saudita confidencialmente antes de ordenar las pruebas nucleares (ver Chagai-I y Chagai-II) en los laboratorios de prueba de armas-III (WTL) ubicados en el sitio remoto de Chagai en la provincia de Baluchistán de Pakistán .  En junio de 1998, el primer ministro realizó una visita de despedida al Rey Fahd y agradeció públicamente al gobierno saudita por apoyar al país después de las pruebas.  Poco después, el ministro de Defensa de Arabia Saudita, el Príncipe Sultán, acompañó al primer ministro Sharif en un recorrido por un instituto clasificado, los Laboratorios de Investigación Kahuta (KRL), donde el destacado científico Abdul Qadeer Khan informó al Príncipe y al primer ministro Sharif sobre física nuclear y temas delicados relacionados con dispositivos explosivos nucleares.  
Desde 1998, los diplomáticos y las agencias de inteligencia occidentales han creído durante mucho tiempo que existe un acuerdo en el que Pakistán venderá ojivas nucleares de Arabia Saudita y su propia tecnología nuclear en caso de que se deteriore la seguridad en el Golfo Pérsico. Ambos países han negado rotundamente la existencia de dicho acuerdo. En 2003, globalsecurity.org informó que Pakistán y Arabia Saudita habían firmado un acuerdo secreto sobre cooperación nuclear que proporcionaba a Arabia Saudita tecnología de armas nucleares a cambio del acceso a petróleo barato para Pakistán.
En marzo de 2006, la revista alemana Cicero informó que Arabia Saudita, desde 2003, recibió asistencia de Pakistán para adquirir misiles y ojivas nucleares. Las fotos de satélite supuestamente revelan una ciudad subterránea con silos nucleares que contienen cohetes Ghauri en Al-Sulaiyil, al sur de la capital, Riad. Pakistán ha negado ayudar a Arabia Saudita en sus ambiciones nucleares. 
Colaboración nuclear israelí-saudí
Las agencias de seguridad occidentales creen que Israel está vendiendo información nuclear a Arabia Saudita, informó Arabi21. Según el escritor israelí Ami Dor-on, dicha información le dará al gobierno capacidades de armas nucleares en Riad. Al escribir en el sitio web de News One, Dor-on dijo que la intención conjunta es asegurarse de que Irán no sea el único país de la región que posea armas que amenacen la seguridad del Reino.
Según Dor-on, Israel es consciente de que los sauditas eventualmente tomarán la decisión de desarrollar armas nucleares y quieren asegurarse de que no irán a otros actores regionales como Pakistán para obtener el conocimiento.

## Colaboración atómica chino-saudita
En enero de 2012, el primer ministro chino, Wen Jiabao, firmó un acuerdo de cooperación mutua sobre energía nuclear con el rey Abdullah, durante la visita del primer ministro Jiabao a Oriente Medio. Los detalles de dicha cooperación no fueron proporcionados por la Agencia de Prensa Saudita controlada por el gobierno, pero según Hashim Yamani, presidente de la Ciudad del Rey Abdullah para la Energía Atómica y Renovable, el reino ha planeado 16 reactores comerciales de energía nuclear para 2030.

## Financiamiento saudita del programa nuclear iraquí
En 1994, Mohammed al Khilewi, segundo al mando de la misión saudita ante las Naciones Unidas, solicitó asilo en los Estados Unidos. Proporcionó un paquete de 10,000 documentos [cita requerida]   que supuestamente describió el apoyo de Arabia Saudita al programa de armas nucleares iraquí . Según estos documentos, durante la administración de Saddam Hussein en Irak, los sauditas apoyaron el programa nuclear iraquí con USD$5 000 000 000, con la condición de que la tecnología nuclear viable y posiblemente incluso las armas nucleares fueran transferidas a Arabia Saudita. Khilewi obtuvo asilo en los Estados Unidos, con el consentimiento de Arabia Saudita. Las acusaciones de Khilewi no han sido confirmadas por ninguna otra fuente. Funcionarios estadounidenses han declarado que no tienen evidencia de asistencia saudita al desarrollo nuclear iraquí.  Funcionarios sauditas negaron las acusaciones.
Altos funcionarios de la administración Clinton responsables de los asuntos del Medio Oriente en el momento en que Khilewi buscó asilo, incluidos Robert Pelletreau del Departamento de Estado y Bruce Riedel del Consejo de Seguridad Nacional, dijeron que no encontraron nada en las reuniones informativas de Khilewi para respaldar los informes de los medios sobre un programa nuclear saudí. "No había nada allí", dijo Pelletreau. (Vartan 2005)

## Intercambio nuclear con los Estados Árabes de los programas nucleares del Golfo Pérsico
Los Estados Árabes del Golfo Pérsico planean comenzar su propio programa nuclear civil conjunto. Un acuerdo en los últimos días de la administración Bush preveía la cooperación entre los Emiratos Árabes Unidos y los Estados Unidos de América en el que los Estados Unidos venderían los reactores nucleares y el combustible nuclear de los EAU. Los EAU, a cambio, renunciarían a su derecho a enriquecer uranio para su programa nuclear civil. Al momento de la firma, este acuerdo fue promocionado como una forma de reducir los riesgos de proliferación nuclear en el Golfo Pérsico. Sin embargo, Mustafa Alani, del Centro de Investigación del Golfo con sede en Dubái, declaró que, en caso de colapso del Tratado de No Proliferación Nuclear, los reactores nucleares como los que se venderán a los EAU en virtud de este acuerdo podrían proporcionar a los EAU un camino hacia un arma nuclear., elevando el espectro de una mayor proliferación nuclear. En marzo de 2007, los ministros de Asuntos Exteriores del Consejo de Cooperación del Golfo de seis miembros se reunieron en Arabia Saudita para discutir el progreso de los planes acordados en diciembre de 2006 para un programa nuclear civil conjunto.

## Desarrollos recientes
En 2011, el príncipe Turki al-Faisal, quien se desempeñó como jefe de inteligencia saudita y embajador en los Estados Unidos, sugirió que el reino podría considerar la producción de armas nucleares si se encontraba entre los arsenales atómicos de Irán e Israel. En 2012, se confirmó que Arabia Saudita lanzaría su propio programa de armas nucleares de inmediato si Irán desarrollaba armas nucleares con éxito. En tal caso, Arabia Saudita comenzaría a trabajar en una nueva plataforma de misiles balísticos, compraría ojivas nucleares en el extranjero y su objetivo sería obtener uranio para desarrollar material de grado de armas. 
Los funcionarios de la alianza estadounidense creen que Arabia Saudita y Pakistán tienen un entendimiento en el que Islamabad suministraría ojivas al reino si se amenazara la seguridad en el Golfo Pérsico. Un funcionario estadounidense le dijo a The Times que Riad podría tener las ojivas nucleares en cuestión de días de acercarse a Islamabad. El embajador de Pakistán en Arabia Saudita, Mohammed Naeem Khan, dijo que "Pakistán considera la seguridad de Arabia Saudita no solo como un asunto diplomático o interno, sino como un asunto personal". Naeem también dijo que el liderazgo saudita consideraba a Pakistán y Arabia Saudita como un solo país. Cualquier amenaza a Arabia Saudita también es una amenaza para Pakistán. También es probable que otros vendedores entren en una guerra de ofertas si Riad indica que está buscando ojivas nucleares. Tanto Arabia Saudita como Pakistán han negado la existencia de tal acuerdo. Fuentes de inteligencia occidentales le han dicho a The Guardian que la monarquía saudí ha pagado hasta el 60% de los proyectos de bombas atómicas de Pakistán y, a cambio, tiene la opción de comprar de cinco a seis ojivas nucleares del estante.

### Revelaciones de 2013
En noviembre de 2013, una variedad de fuentes dijeron a BBC Newsnight que Arabia Saudita había invertido en proyectos de armas nucleares paquistaníes y cree que podría obtener bombas nucleares a voluntad. A principios de año, un alto responsable en la toma de decisiones de la OTAN le dijo a Mark Urban, un alto editor diplomático y de defensa, que había visto informes de inteligencia de que las armas nucleares fabricadas en Pakistán en nombre de Arabia Saudita ahora están listas para su entrega. En octubre de 2013, Amos Yadlin, exjefe de inteligencia militar israelí, dijo en una conferencia en Suecia que si Irán conseguía la bomba, "los sauditas no esperarán un mes. Ya pagaron la bomba, irán a Pakistán y traerán lo que necesitan traer". Desde 2009, cuando el rey Abdullah de Arabia Saudita advirtió al enviado especial de Estados Unidos al Medio Oriente, Dennis Ross, que "si Irán cruzara el umbral, obtendremos armas nucleares". El reino ha enviado a los estadounidenses numerosas señales de sus intenciones. Gary Samore, quien hasta marzo de 2013 fue el asesor de contra-proliferación del presidente Barack Obama, dijo a BBC Newsnight: "Creo que los sauditas creen que tienen cierto entendimiento con Pakistán de que, en extremo, habrían afirmado adquirir armas nucleares de Pakistán".

### Respuesta
Según el grupo de expertos del Centro de Estudios Estratégicos e Internacionales, con sede en EE. UU., el informe de la BBC sobre el posible intercambio nuclear entre Pakistán y Arabia Saudita es parcialmente incorrecto. No hay indicios de la validez o credibilidad de las fuentes de la BBC, ni el artículo amplía lo que esencialmente constituye una pista no verificada. Señaló que si Pakistán transfiriera ojivas nucleares a suelo saudí, es muy poco probable que cualquiera de las naciones enfrente alguna repercusión internacional si ambas naciones siguieran estrictas pautas de intercambio nuclear similares a las de la OTAN . Un documento de investigación producido por el Comité Selecto de Defensa de la Cámara de los Comunes Británica establece que mientras los acuerdos actuales de intercambio nuclear de la OTAN se mantengan, los estados de la OTAN tendrían pocos motivos válidos para quejarse si se produjera dicha transferencia.

### 2015
En mayo de 2015, en respuesta al informe del Sunday Times de Londres de que los sauditas habían "tomado la 'decisión estratégica' de adquirir armas atómicas 'de fábrica' de Pakistán", en medio de los crecientes temores de un Irán con armas nucleares, un funcionario de defensa saudí lo desestimó como especulación.

## Capacidad de misiles
En 1987, Arabia Saudita compró misiles balísticos de alcance intermedio CSS-2 fabricados en China diseñados y utilizados por los chinos como misiles con armas nucleares, pero, según los informes, se vendieron a Arabia Saudita con ojivas de alto explosivo convencionales. Sin embargo, su baja precisión de error circular probable (1–1.5 km) los hace inadecuados para un uso militar efectivo contra objetivos militares cuando llevan una ojiva convencional. El CSS-2 tiene un rango de 4,850 km con una carga útil de 2.150 o 2.500 kg. Estos misiles fueron entregados con entre 50 y 35 camiones lanzacohetes transportadores. Estos misiles fueron las primeras armas de la Royal Saudi Strategic Missile Force, una rama separada de las fuerzas armadas de Arabia Saudita. En 2013 se anunció oficialmente la existencia de la Real Fuerza Estratégica de Misiles de Arabia Saudita.
Newsweek citó una fuente anónima en 2014 de que Arabia Saudita había adquirido misiles balísticos de alcance intermedio CSS-5 de China en 2007 con "la aprobación silenciosa de Washington con la condición de que los expertos técnicos de la CIA pudieran verificar que no estaban diseñados para transportar ojivas nucleares". El Centro de Estudios Estratégicos e Internacionales enumera el CSS-5 como capaz de transportar ya sea 250 kilotones o 500 kilotones nucleares o varios tipos de ojivas nucleares de alto explosivo convencionales. El CSS-5, mientras que tiene un rango comparativamente más corto (2,800 km) y la mitad de la carga útil (1 tonelada) del CSS-2, es de combustible sólido, por lo tanto, puede configurarse y colocarse en estado de alerta más fácilmente que el CSS-2 de combustible líquido, y su precisión es mucho mayor (su probabilidad de error circular es de 30 metros).